# Вишини-Косьцельне
Вишини-Косьцельне (пол. Wyszyny Kościelne) — село в Польщі, у гміні Ступськ Млавського повіту Мазовецького воєводства.
Населення — 534 особи (2011).
У 1975-1998 роках село належало до Цехановського воєводства.

## Демографія
Демографічна структура станом на 31 березня 2011 року:
|          | Загалом | Допрацездатний вік | Працездатний вік | Постпрацездатний вік |
| -------- | ------- | ------------------ | ---------------- | -------------------- |
| Чоловіки | 265     | 61                 | 176              | 28                   |
| Жінки    | 269     | 62                 | 149              | 58                   |
| Разом    | 534     | 123                | 325              | 86                   |